# Цитронеллаль
Цитронеллаль (3,7-диметил-6-октеналь) — альдегид, относящийся к терпеноидам. Используется в парфюмерии, а также изучается как анксиолитическое средство.

## Свойства
Цитронеллаль — бесцветная вязкая жидкость с запахом лимона. Растворяется в этаноле, плохо растворим в воде.
Является очень реакционноспособным соединением: легко окисляется на свету, осмоляется при действии щелочей, в присутствии минеральных кислот изомеризуется с образованием изопулегола и других моноциклических терпеновых соединений, легко реагирует по карбонильной группе.

## Нахождение в природе
Содержится в цитронелловом (до 45 %), эвкалиптовом (до 85 %), лимонном и других (до 50) эфирных маслах.

## Способы получения
Цитронеллаль выделяют из эфирных масел через бисульфитное производное, а также гидрированием цитраля.

## Применение
Цитронеллаль относится к душистым соединениям, применяется в парфюмерии и в пищевой промышленности как ароматизатор. Является сырьём для получения душистых веществ — изопулегола, ментола, цитронеллола и др.